# カンフー映画

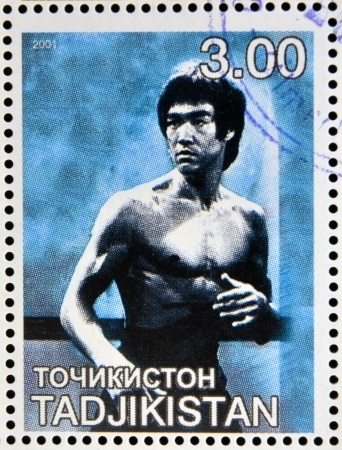
ブルース・リーの肖像を描いた特別切手（タジキスタン、2001年）

カンフー映画（カンフーえいが、英: kung fu film、中: 功夫片、拼音: gōngfūpiàn）は、アクション映画の一類型で、中国武術（中国拳法）ないし、これを用いた格闘スタイルの総称である「カンフー」を題材とした作品の総称。英語でなく中国語の音を採用してクンフー映画とも表記・発話される。
このジャンルの代表的なスターに、ブルース・リー、ジャッキー・チェン、ジェット・リーなどがいる。

## 歴史
1970年代、香港で製作された『燃えよドラゴン』が北米および日本で大ヒットしたことをきっかけに、世界的に認知される映画ジャンルとなった。カンフー映画の主たる目的はあくまでも登場人物たちの肉体を駆使した格闘アクションを見せることにあり、多くの場合、物語そのものはごく単純で定型化されたものである。
1990年代にはジャッキーチェンが『レッドブロンクス』(1995)をヒットさせ、『ラッシュアワー』(1998)で全米進出を果たしている。
1999年にはワイヤーアクションとCGを使用した『マトリックス』が大ヒットした。
2000年代に入るとCGの普及により、『少林サッカー』や『クン・パオ!燃えよ鉄拳』等といったコメディ要素を取り入れたカンフー映画が制作されるようになった。

## 備考
このジャンルで発達した「ワイヤーアクション」と呼ばれるアクション演出技法は、のちのハリウッドにおけるアクション映画に大きな影響を与えることとなった。
発祥地の香港および中華圏では、剣術がメインの武侠映画（武侠片）とははっきり区別されるが、他国では基本的に（ガンアクションを除いて）香港および中華圏製作のアクション映画はすべてカンフー映画に分類される傾向がある。

## 代表的なカンフー映画
- 燃えよドラゴン
- ドランクモンキー 酔拳、酔拳2
- 少林寺シリーズ
- ワンス・アポン・ア・タイム・イン・チャイナシリーズ
- 少林サッカー
- カンフーハッスル
- イップ・マンシリーズ